# Desmatochelyidae
Famille
Les Desmatochelyidae (desmatochélyidés en français) sont une famille éteinte de tortues marines datant du Crétacé.
Selon Elizabeth Nicholls (1992), les Desmatochelyidae rassemblent les espèces les plus primitives qui sont parfois rattachées à la famille des Protostegidae (au sens large), comme Desmatochelys, Notochelone et Rhinochelys.

## Validité du taxon
La validité de cette famille, ou sous-famille (Desmatochelyinae), est fortement remise en question. Elle apparaît très proche de la famille des Protostegidae dans laquelle elle est incluse, ou remplacée par cette dernière, selon Ren Hirayama, 1994 et Edwin A. Cadena (d) et James Ford Parham (d), 2015.